# 阿木穰
阿木穰，又名阿布穰。四川大金川土司千总,世袭土司木塔尔的后代。1841年，英军入侵宁波等地，阿木穰奉调出征有功，加副将衔、巴图鲁勇号。1842年浙东之战中，清军统帅奕经“占有虎头之兆”又见藏族士兵“冠虎形”，便“令赴前敌”与另一位藏军土司将领哈克里一同参战。阿木穰从提督段永福攻宁波，事前情报泄露，“敌已为备，至则城门不闭”。阿木穰率土司兵攻门而入，遭英军伏击，中地雷身亡，哈克里也在大宝山之战斗中殉难。哈克里和阿木穰战死后“浙人哀之”，士民思其功，为建祠报赛。戰後，清政府慈縣土民敬其義勇，感其功績，於1843年（清道光二十三年）募捐為抗英名將朱貴將軍建祠，取名高節祠。祠的右殿上供有阿木穰的牌位，附祀於此。